# The Adventures of Puss in Boots
El gat amb botes (en anglés:The Adventures of Puss in Boots) és una sèrie de televisió animada nord-americana, protagonitzada pel personatge del Gat amb botes de la franquícia Shrek de DreamWorks Animation i la pel·lícula derivada del 2011, amb la veu d'Eric Bauza en la versió original i Gabi Pareja en el doblatge valencià. La sèrie es va estrenar amb els cinc primers episodis a Netflix el 16 de gener de 2015; la sisena i última temporada es va estrenar el 26 de gener de 2018. També es va estrenar a Boomerang UK el 3 de setembre de 2018. El programa va ser eliminat de Netflix el 29 de desembre de 2023 i l'especial Puss in Book: Trapped in an Epic Tale també es va eliminar el 26 de gener de 2024.
La sèrie fou doblada en valencià i emesa per À Punt el 2018.

## Trama
La sèrie està ambientada abans dels esdeveniments de la pel·lícula Puss in Boots (2011) i veu al gat lluitant contra una legió interminable d'invasors per protegir la ciutat espanyola de San Lorenzo, després que les seues accions trenquen sense voler l'encanteri que protegia un llegendari tresor místic del món exterior. Posteriorment, haurà de trobar la manera de restaurar l'encanteri de protecció que encobrirà la ciutat una vegada més.

## Episodis
La primera temporada es va estrenar el 16 de gener de 2015 a Netflix, quan es van estrenar els primers cinc episodis, amb altres episodis publicats al maig i setembre de 2015. Una segona temporada es va estrenar l'11 de desembre de 2015. La tercera temporada es va estrenar el 15 de juliol de 2016. La quarta temporada es va estrenar el 16 de desembre de 2016. La cinquena temporada es va estrenar el 28 de juliol de 2017. La sisena i última temporada es va estrenar el 26 de gener de 2018.
Un especial interactiu anomenat Puss in Book: Trapped in an Epic Tale es va publicar el 20 de juny de 2017.

## Producció
La sèrie es va anunciar el març de 2014 com a part d'un acord entre Netflix i DreamWorks Animation, en virtut del qual l'estudi desenvoluparia més de 300 hores de programació exclusiva per al servei. El 2015, es va declarar que un total de 78 episodis estaven en producció per a la sèrie, i s'esperava que s'estrenaren en blocs a partir del 2015 en un acord de diversos anys.

## Recepció crítica
El New York Times va donar al primer episodi una crítica positiva afirmant que el programa "està ben dibuixat, i San Lorenzo està poblat d'alguns residents estranys, humans i altres". A més, van elogiar l'humor afirmant que era "relativament sofisticat (es podria escriure un tractat psicològic sobre Dulcinea, que ha modelat la seua vida a partir d'un llibre d'epigrames una mica buit), però no tan sofisticat que els nens es queden arrere".

### Reconeixements
El 2015, el segon episodi de la sèrie, "Sphinx", va ser nominat al Festival Internacional de Cinema d'Animació d'Annecy. El 2016, la sèrie va guanyar un premi Emmy al càsting excepcional per a una sèrie d'animació o especial.

## Còmic
L'abril de 2016, Titan Comics va publicar el primer d'una sèrie limitada de dos números de còmics, amb títol The Adventures of Puss in Boots.